# Zbór luterański w Podlesiu
Zbór luterański w Podlesiu – były zbór luterański założony przez kolonistów józefińskich na mocy Patentu Tolerancyjnego w kolonii Reichau w Galicji, obecnym Podlesiu, w województwie podkarpackim.

## Historia
Kolonia Reichau powstała w 1783 w procesie kolonizacji józefińskiej. Osadnicy pochodzili z północnych Niemiec i byli wyznania ewangelicko-augsburskiego, a więc na mocy Patentu Tolerancyjnego zawiązali oni zbór luterański. W strukturze Kościoła ewangelickiego austriackiej Przedlitawii zbór ten podlegał powstałej w 1784 superintendenturze morawsko-śląsko-galicyjskiej, a od 1804 do superintendenturze lwowskiej (seniorat średni/środkowy). Do zboru należały również inne pobliskie kolonie lub miejscowości z ludnością ewangelicką: Einsingen, Deutschbach (Polanka Horyniecka), Deutsch-Smolin (Smolin), Lindenau (Lipowiec), Rehberg (Pyszówka), Felsendorf (Dąbków), Oleszyce. W 1856 wybudowano drewniany dom modlitwy i budynek pastorówki (probostwa). W 1857 powstały filie w miejscowościach Deutschbach, Felsendorf i Rehberg (które wcześniej korzystały również z usług kalwińskiego pastora z Königsbergu/Woli Zarczyckiej).
Według schematyzmu kościelnego z 1875 roku zbór zrzeszał 1155 ewangelików (750 wyznania augsburskiego i 400 helweckiego). Pastorem był Gustav Kirner z Hohenbachu. Po upadku Austro-Węgier zbór przystąpił do samodzielnego Kościoła Ewangelickiego Augsburskiego i Helweckiego Wyznania w Małopolsce i jego senioratu średniego/środkowego. Do lat 30. przetrwały filie w Einsingen i Smolinie Niemieckim, a także funkcjonowała stacja kaznodziejska w Rawie Ruskiej. Zbór przestał praktycznie funkcjonować w związku z wydarzeniami II wojny światowej, kiedy to miejscowi potomkowie osadników zostali przesiedleni bądź wyjechali.